# The Good Shepherd - L'ombra del potere
The Good Shepherd - L'ombra del potere (The Good Shepherd) è un film del 2006 diretto da Robert De Niro.
Basato su una sceneggiatura di Eric Roth (autore anche della sceneggiatura di Forrest Gump e di Munich), il film narra la storia della CIA ripercorrendone venticinque anni di storia, dalle origini all'inizio della seconda guerra mondiale come Office of Strategic Services attraverso la trasformazione in CIA nell'immediato dopoguerra sino al fallito sbarco nella baia dei Porci di esuli anticastristi, organizzato dal direttore della CIA Allen Welsh Dulles durante l'amministrazione del Presidente John Fitzgerald Kennedy.

## Trama
Gli avvenimenti sono raccontati attraverso l'agente Edward Wilson, un giovane e brillante studente di poesia all'Università di Yale, che viene cooptato nell'organizzazione studentesca paramassonica degli Skull and Bones, fucina di leader dalla quale saranno arruolati i futuri quadri dell'intelligence statunitense. Arruolato nell’OSS ed addestrato nella Londra dei primi anni quaranta, egli diverrà un freddo e spietato agente segreto, prima contro i nazisti e poi contro i sovietici.
Tradimenti, ricatti, uccisioni, complotti, tutto sarà da lui freddamente e razionalmente tramato in nome del bene supremo: la sicurezza e la supremazia dell'America dominata dall'aristocrazia WASP, come afferma in una conversazione con un boss mafioso, secondo la quale gli altri gruppi etnici "sono solo in visita". La sua dedizione alla causa è totale e all'America sacrificherà ogni cosa, la moglie e il figlio nonché la donna veramente amata, che lascia per sposare la sorella del migliore amico che aspetta un figlio da lui.

## Produzione
Il personaggio di Edward Wilson è liberamente ispirato a James Angleton, funzionario OSS e poi alto dirigente CIA negli anni raccontati dal film. De Niro si ritaglia una piccola parte interpretando il generale Sullivan, personaggio ispirato al capo dell'OSS e fondatore della CIA, il generale William Joseph Donovan.
L'impianto narrativo è giocato su continue analessi, o flashback, che richiedono allo spettatore un minimo di conoscenza storica per riuscire a comprendere dove si trova quello che sta vedendo.

## Distribuzione
Distribuito nelle sale statunitensi a partire dal 22 dicembre 2006, il film ha incassato oltre 100 milioni di dollari, di cui quasi 60 in patria e quasi 40 all'estero.

## Accoglienza

### Incassi
Il film ha incassato in tutto il mondo 100 266 865 $.

### Critica
Su Rotten Tomatoes il film ha un indice di gradimento del 56% basato su 173 recensioni, con un voto medio di 6.20/10. Il commento del sito recita: "Sebbene ambizioso e diretto con sicurezza da Robert De Niro, The Good Shepherd è in fin dei conti un noioso film drammatico che contiene poche sorprese e soccombe per la sua sole serietà". Su Metacritic il film ha un punteggio medio di 61/100 basato su 33 critiche, con un consenso "generalmente favorevole".

## Sequel
Il regista Robert De Niro in una intervista ha affermato che gli piacerebbe girare un sequel, continuando la storia della CIA fino al presente. De Niro ha annunciato che sta sviluppando il sequel come serie televisiva, con Eric Roth come produttore/scrittore e lui stesso come regista della prima puntata.

## Curiosità
Nel film è presente una scena in cui l'agente della CIA Edward Wilson (interpretato da Matt Damon) incontra un mafioso italoamericano dal nome inventato interpretato da Joe Pesci. Il personaggio racconta di come sia arrivato negli Stati Uniti a pochi mesi di vita e di come abbia combattuto contro Castro per la riconquista dei casinò perduti, organizzando anche la famosa invasione della baia dei Porci. Come si evince dalla biografia di Frank Sheeran, questo è un chiaro riferimento alla vita di Russell Bufalino, mafioso italoamericano, interpretato, ad anni di distanza, sempre dall'attore Joe Pesci.

## Premi e riconoscimenti
- 2007 Premio Oscar
  - Nomination Migliore scenografia a Jeannine Oppewall, Gretchen Rau e Leslie E. Rollins
- 2007 Festival internazionale del cinema di Berlino
  - Nomination Orso d'oro
  - Orso d'argento per il miglior contributo artistico  a tutto il cast
- 2006 St. Louis Gateway Film Critics Association Award
  - Nomination Miglior film
  - Nomination Miglior regista a Robert De Niro
  - Nomination Miglior attore a Matt Damon